# Twin Islands (British Columbia)
Die Twin Islands sind eine Inselgruppe zwischen dem Festland, der Malaspina-Halbinsel, der kanadischen Provinz British Columbia und der vorgelagerten Insel Vancouver Island. Twin Islands gehören zum Strathcona Regional District und bestehen aus zwei Inseln innerhalb der Gruppe der Discovery Islands.
Zeitweise führte die Inselgruppe auch den Namen „Ulloa Islands“. In älteren Karten werden die Inseln als „Twin Islands“ bezeichnet. Im Jahr 1945 wurde der Name dann aber zu „Ulloa Islands“ geändert. Nach jahrelangen Protesten wurde der Name jedoch im Jahr 1962 wieder zurück auf „Twin Islands“ geändert.
| Georgia Strait → Cortes Island | Georgia Strait → Cortes Island              | Georgia Strait → Desolation Sound                    |
| Georgia Strait → Cortes Island | Kompassrose, die auf Nachbargemeinden zeigt | Georgia Strait → kan. Festland (Malaspina-Halbinsel) |
| Georgia Strait                 | Baker Passage → Hernando Island             | Georgia Strait → Savary Island                       |

Die Inselgruppe besteht im Wesentlichen aus einer nördlich gelegenen kegelförmigen Insel, die mit einer Höhe von mehr als 140 m deutlich höher ist, als die hügelige südlich gelegene Insel mit einer Höhe von bis zu 80 m. Die beiden Inseln sind durch eine schmale Landbrücke verbunden. Offizielle Gemeinden gibt es auf der Inselgruppe nicht, auf der südlichen Insel jedoch einzelne Gebäude. Daher ist die Inselgruppe auch nicht mit einer öffentlichen Fähre erreichbar.
Die nächstgelegene Stadt ist das westlich auf Vancouver Island gelegene Campbell River.
Während ihrer „Royal tour“ im Jahr 1971 besuchten Königin Elisabeth II. und ihr Ehemann Prinz Philip die Inseln und ankerten hier mit der Staatsjacht Britannia. Auch während ihrer „Royal tour“ im Jahr 1994 besuchten die Königin  und ihr Ehemann der Prinz die Inseln und übernachteten hier.